# 坂本秀夫 (医師)
坂本 秀夫（さかもと ひでお、1899年 - 1967年9月2日）は、日本の内科医。

## 略歴
高知県出身。東京帝国大学医学部卒、1929年医学博士。東京警察病院内科。東京大学医学部付属分院教授、院長、1960年定年退官、東京自動車連合健康保険組合柳橋病院長を務めた。

## 著書
- 『肺結核の早期検診法』大日本結核全書 東西医学社 1942
- 『内科学 神経系疾患 [第3] (脊髄疾患・末梢神経疾患) 』(簡約医学叢書）学術書院 1947
- 『内科学 神経系疾患 B (脳及び脳膜疾患各論) 』(簡約医学叢書）学術書院 1947
- 『肺結核の人工気胸療法』日本結核全書 東西医学社 1948
- 『臨牀尿検査法』東西医学社 1948
- 『臨床診断学』南山堂 1949
- 『医学検査法 第1巻  尿・糞便・喀痰検査法』学術書院 1949
- 『人工気胸療法』日本臨牀社 1949
- 『発熱』ナーセス・ライブラリ 医学書院 1951
- 『正しい結核の療養と看護』東西医学社 1951
- 『自律神経遮断剤の臨床』医家叢書 医学書院 1951
- 『微熱』医家叢書 医学書院 1952
- 『気管支喘息の成因と其の診療』金原出版 1958
- 『自律神経遮断剤の臨床 血圧降下剤を中心として』医学書院 1959
- 『微熱 分析的考察と対策』医学書院 1959

### 共編著
- 『内科医に必要なる肺結核外科的療法の知識』塩沢総一共著 南山堂書店 1931
- 『肺結核外科的療法』塩沢総一共著 南江堂 1947
- 『腹痛』共著 医学書院 1951
- 『頭痛 各科分担執筆』田中憲二共編 医学書院 1952